# Maspalomas

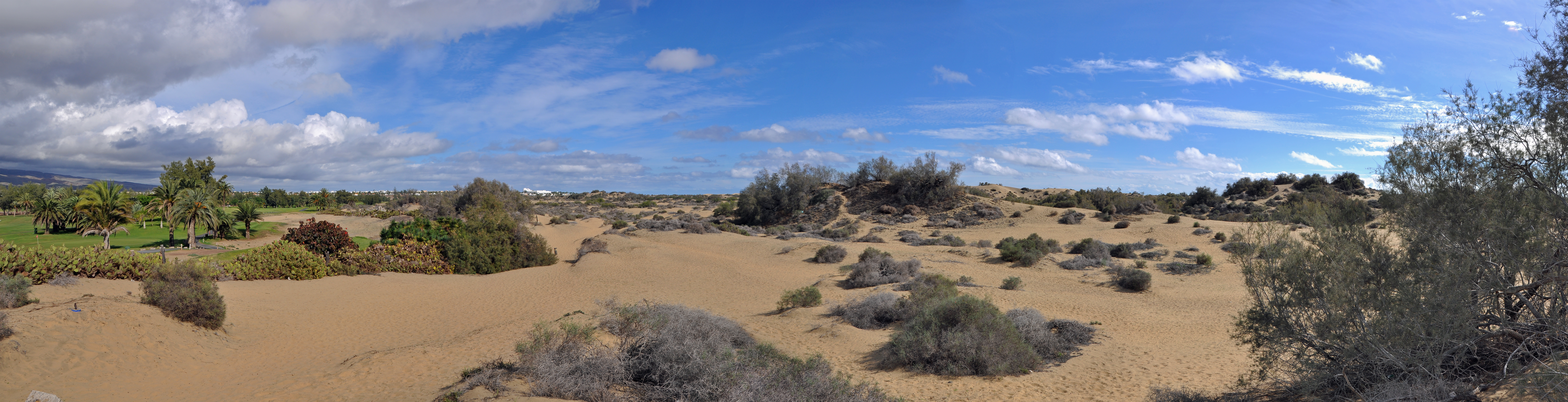
De duinen van Maspalomas

Maspalomas is de oudste badplaats in het zuiden van Gran Canaria en behoort tot de gemeente San Bartolomé de Tirajana. De plaats valt met de buurplaatsen San Fernando, Playa del Inglés en San Agustín binnen de toeristische agglomeratie die zich profileert als Costa Canaria.
De plaats heeft ongeveer 33.000 permanente inwoners en een groot aantal hotels, bungalows en pensions met in totaal meer dan 180.000 bedden. Het veertigjarig bestaan van de plaats werd gevierd in 2004. Tot de bezienswaardigheden behoort de 19e-eeuwse vuurtoren Faro de Maspalomas.

## Geografie
Maspalomas ligt aan de kust van de Atlantische Oceaan. De plaats bestaat voor het grootste gedeelte uit vakantiewoningen met de bijbehorende infrastructuur en een golfterrein. In het oostelijke deel wordt de plaats door de Dunas de Maspalomas van de zee gescheiden.
De duinen in het zuidoosten van Maspalomas zijn ongeveer zes kilometer lang en één tot twee kilometer breed. Ze bestaan uit fijn zand dat als verpulverde zeeschelpen door de branding werd aangespoeld. In de duinen ligt het enige officiële naturistenterrein van Gran Canaria. Bij de 68 meter hoge vuurtoren El Faro uit 1889 ligt het natuurgebied la Charca de Maspalomas, waar veel watervogels broeden. De duinen en la Charca zijn sinds 1987 beschermd als natuurgebieden. De duinen liggen tussen de stranden van Faro de Maspalomas en Playa del Ingles.

## Wijken
- El Oasis: zuidelijkste en oudste gedeelte met de vuurtoren, (jaren 60)
- Meloneras: zuidwestelijk deel met grote hotels, winkelcentrum en congresgebouw (1997)
- Campo International: midden en oostelijk gedeelte, bestaande uit bungalowparks en een golfplaats, Campo de Golf, (1980 - 1995)
- Sonnenland: noordwestelijk deel, met kleine hotels en privéwoningen (jaren 80) en grote hotels (1997)
- El Hornillo: in het westen, woonplaats voor rijke inwoners zoals hoteleigenaars.
- El Tablero: noordelijk gedeelte aan de overzijde van de snelweg, woonplaats van horecamedewerkers

## Naam
De naam Maspalomas zou gewoonweg 'meer duiven' kunnen betekenen, maar wordt ook teruggevoerd op de historische figuren Rodrigo Mas de Palomar, een soldaat uit Mallorca, of op Francisco Palomar, een slavenhandelaar, die zich hier beiden vestigden.

## Economie en verkeer
Maspalomas bestaat bij de gratie van het toerisme dat nagenoeg de enige bron van inkomsten vormt. De toeristen komen vooral uit Engeland, Scandinavië, Duitsland en Nederland. Er zijn veel winkelcentra en recreatieve inrichtingen zoals bars, restaurants en een casino.
De plaats is door de snelweg GC-1 verbonden met onder andere de hoofdstad Las Palmas, met de havenstad Puerto de Mogán en met de internationale luchthaven Gran Canaria. Vanaf Maspalomas is het 40 kilometer rijden naar het vliegveld. Het openbaar vervoer bestaat uit lijnbussen en wordt verzorgd met modern materieel. Nabij Maspalomas bevindt zich een station voor telecommunicatie van het Instituto Nacional de Técnica Aeroespacial (INTA). Vanaf het vliegveld vliegen er verschillende lijnvluchten naar bijna alle bestemmingen in Europa.

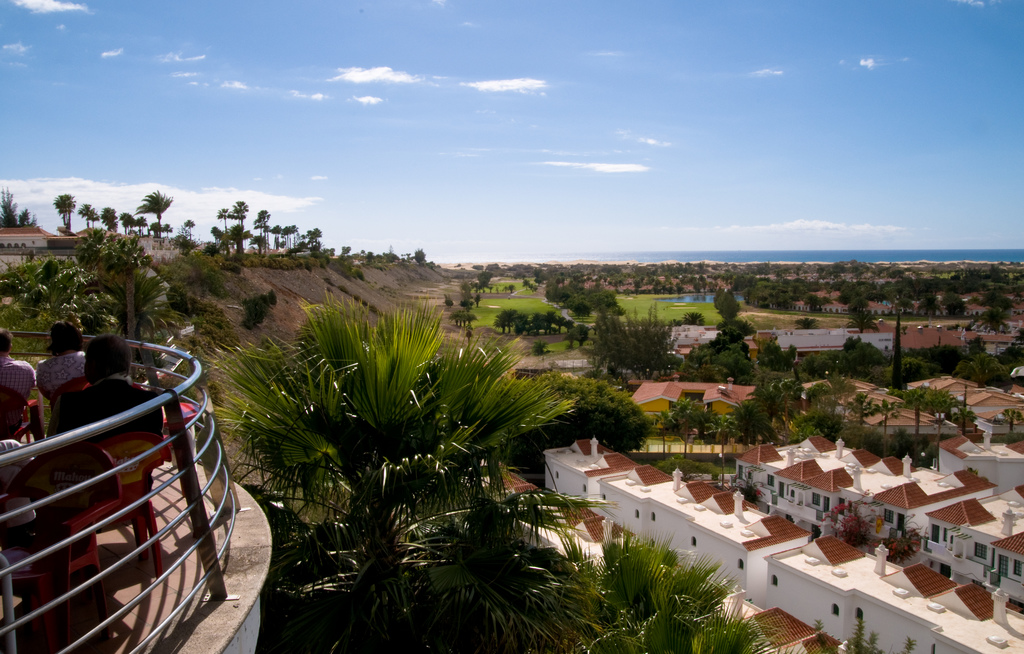
Blik op de 'urbanisatie'
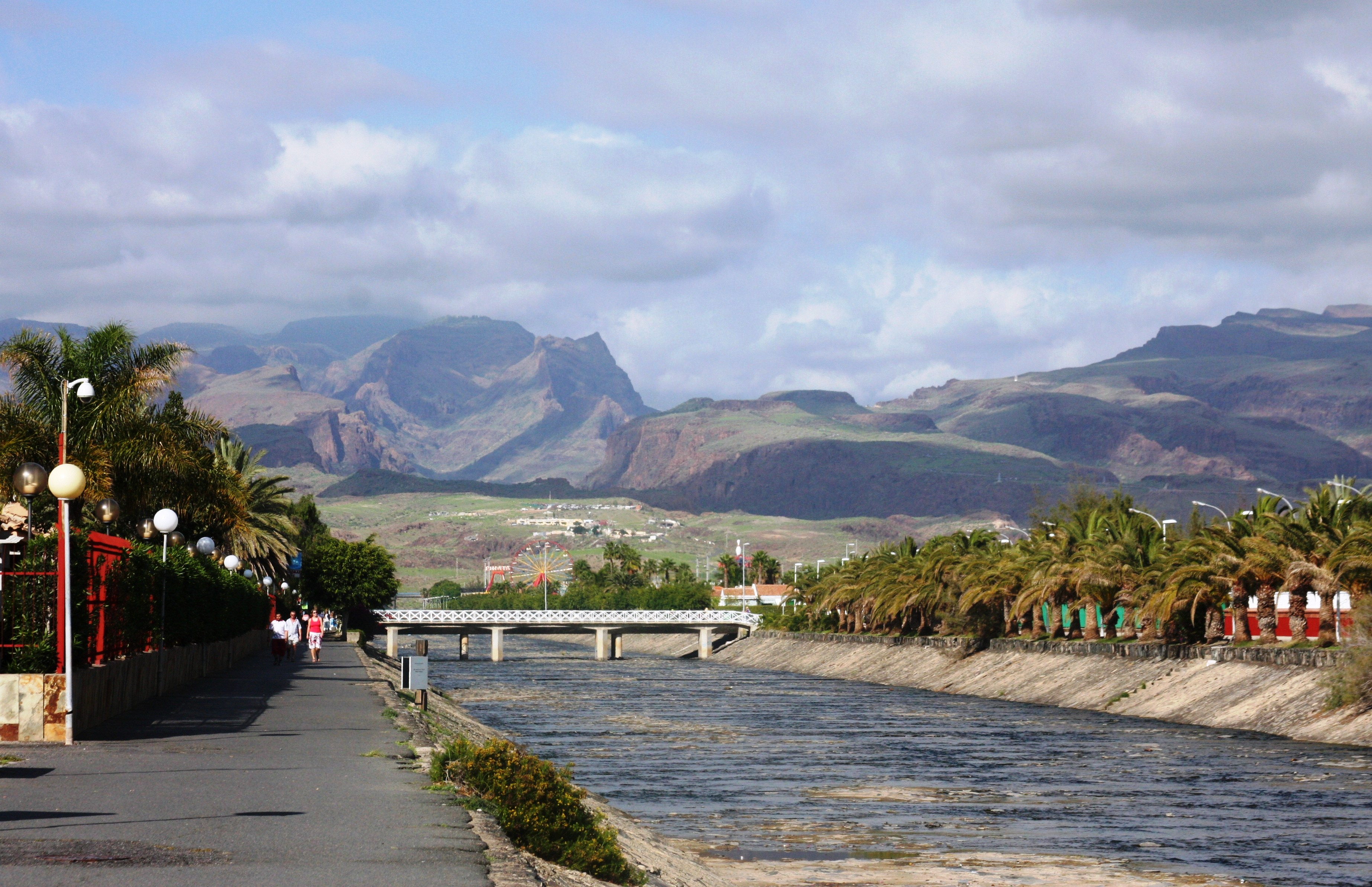
Barranco del Negro
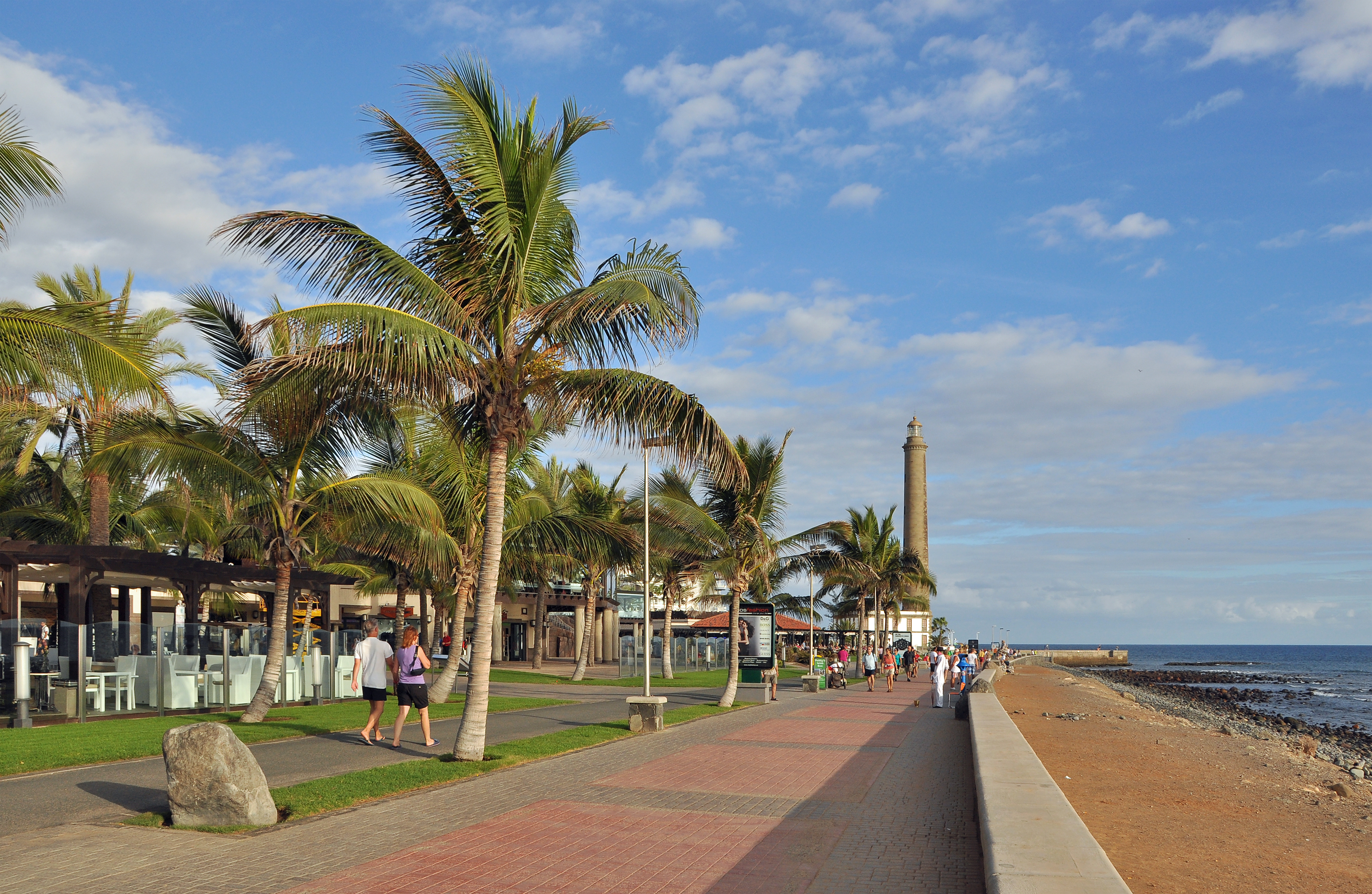
Boulevard van Meloneras
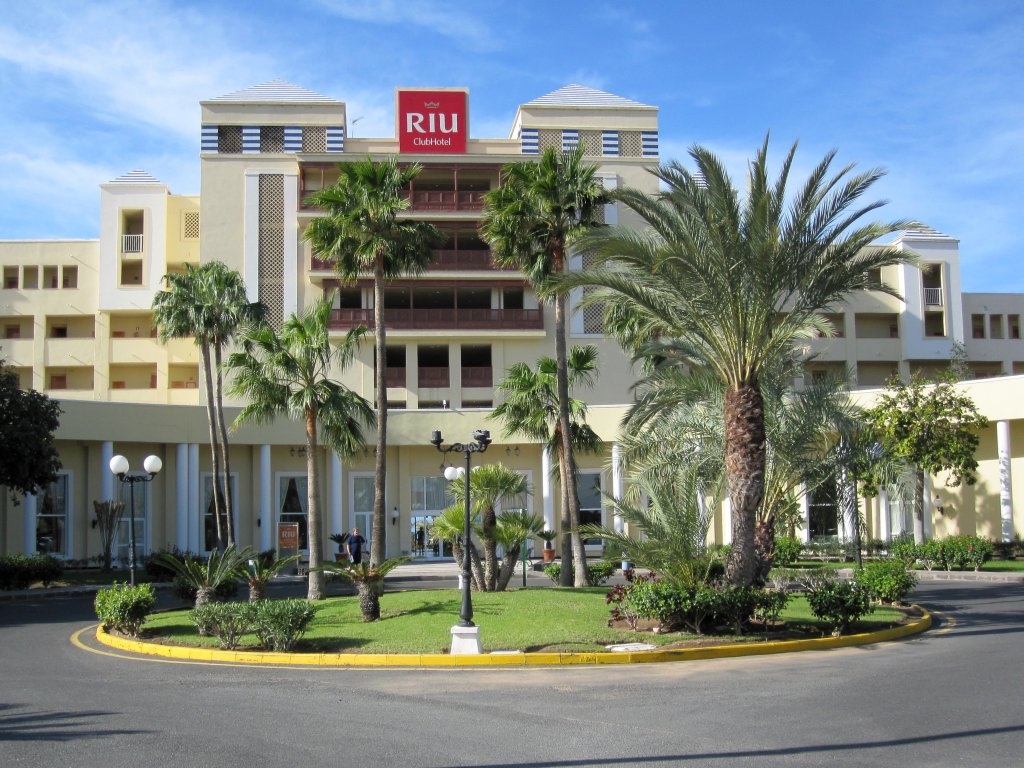
Clubhotel RIU
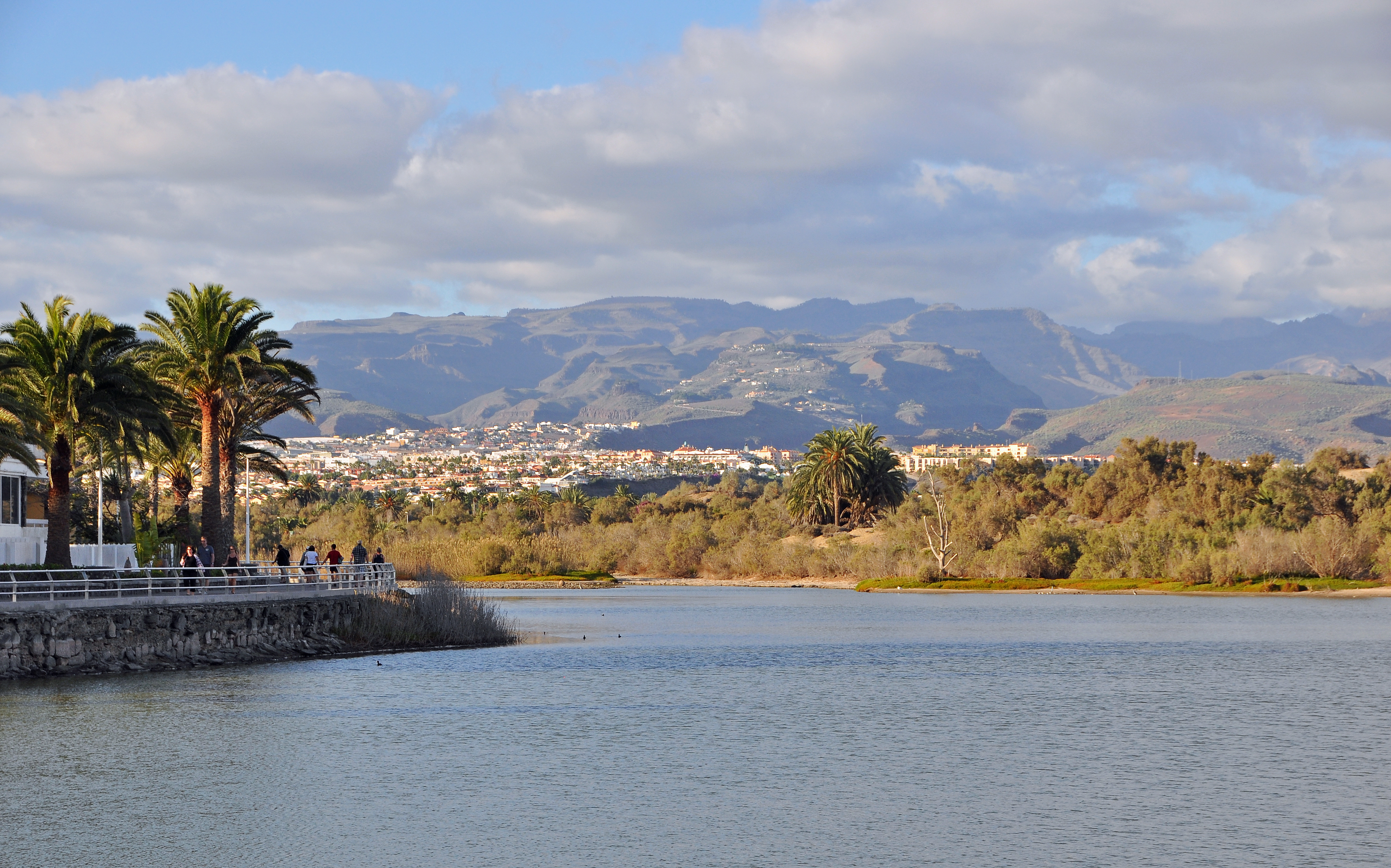
Natuurgebied Charca de Maspalomas
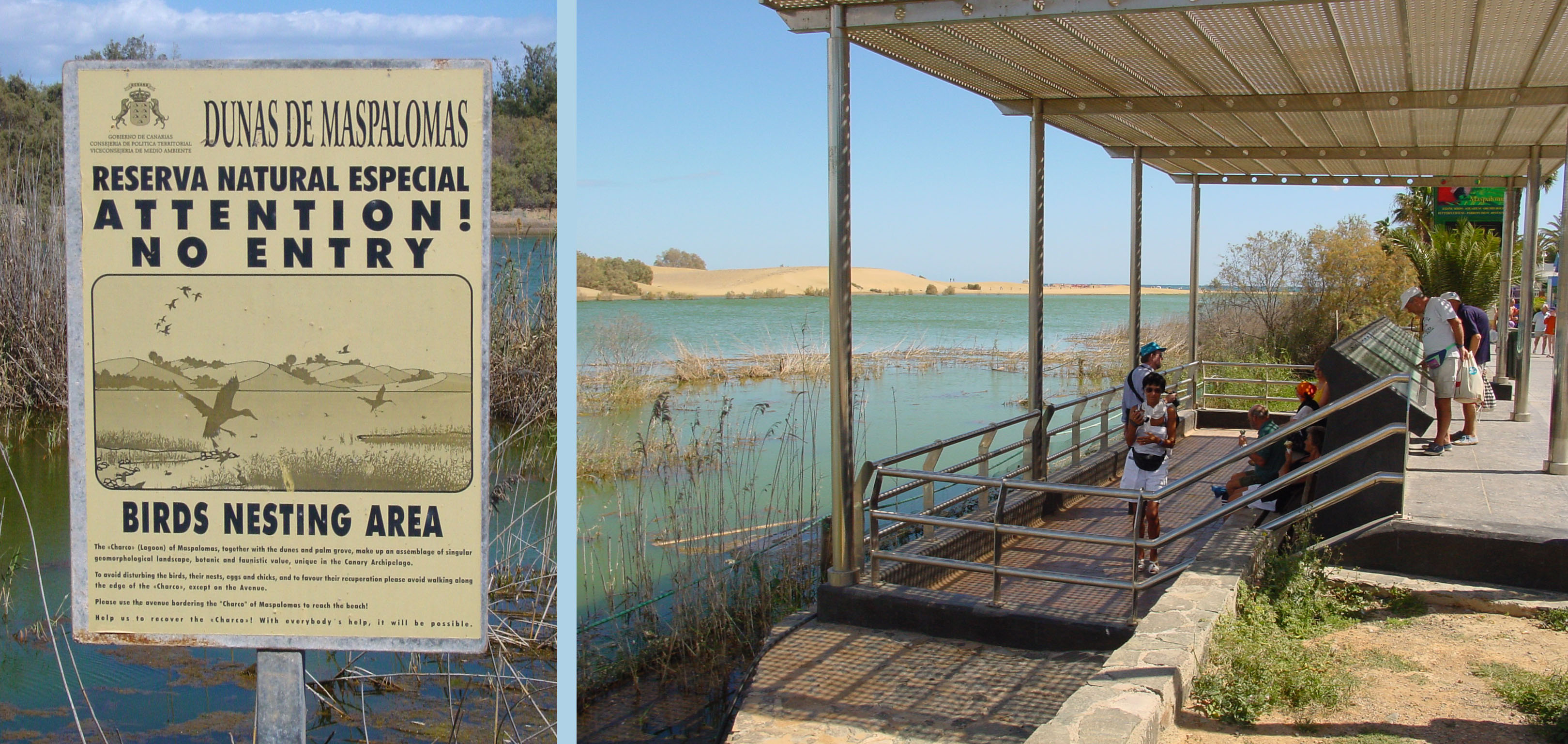
Lagune en natuurgebied
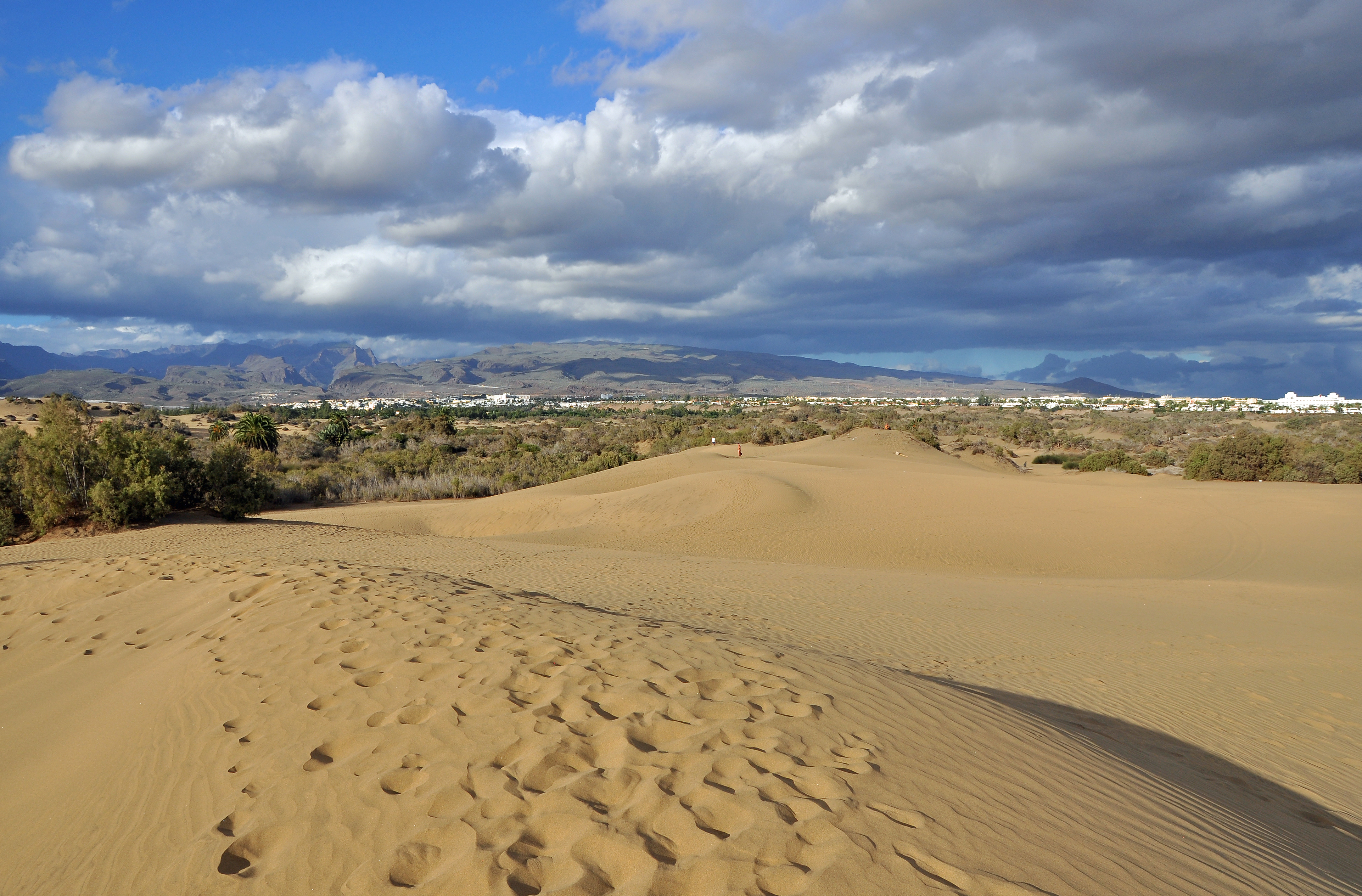
Duinen en Maspalomas
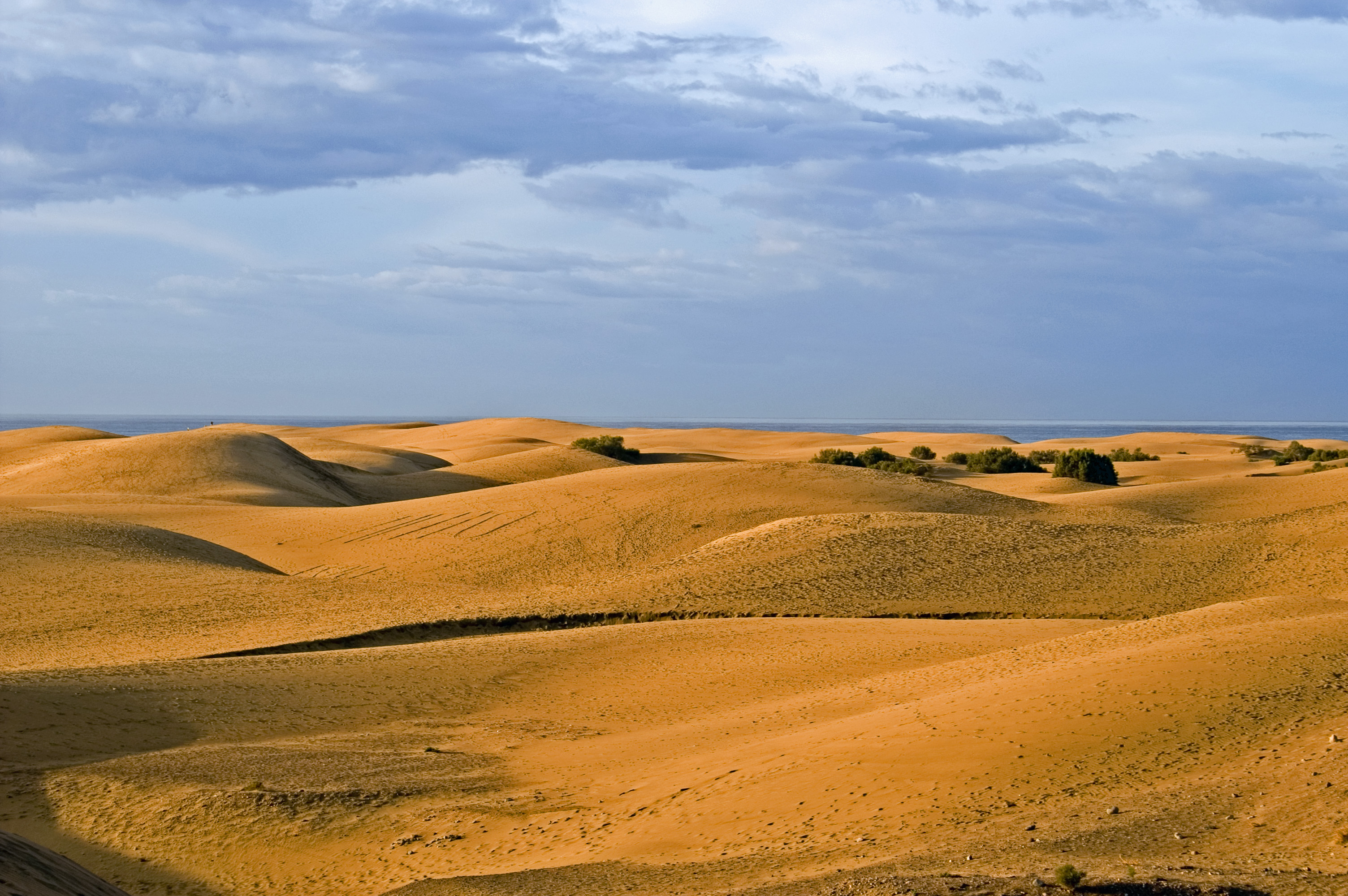
Duinen van Maspalomas
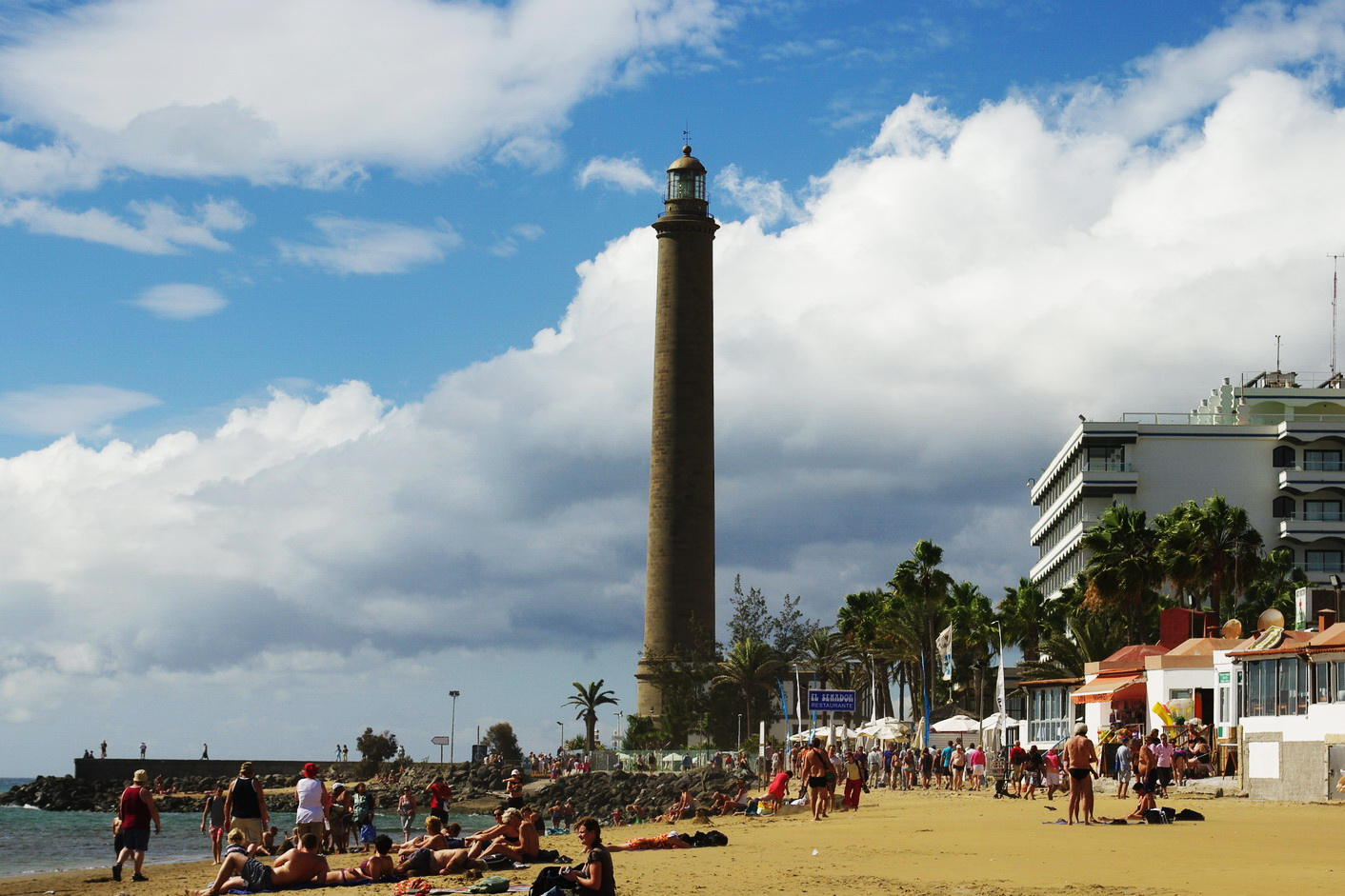
Vuurtoren El Faro